# Songwriters Hall of Fame
Le Songwriters Hall of Fame, pouvant se traduire en français par Panthéon des créateurs de chansons, est une institution vouée à la promotion de compositeurs talentueux et prometteurs. Il fut fondé en 1969 par le compositeur Johnny Mercer et les éditeurs de musique Abe Olman (en) et Howie Richmond (en).
Section de la National Academy of Popular Music (en) (NAPM), il organise des formations et des congrès, ainsi que distribue des bourses d'études dans le but de favoriser l'émergence de nouveaux talents en composition. Chaque nommé, sélectionné annuellement, reçoit une bourse d'études.
Le Songwriters Hall of Fame existe en tant que musée virtuel sur le web jusqu'à l'ouverture du Music City Center (en) de Nashville. Il dispose également d'un espace spécifique au sein du Grammy Museum de Los Angeles.
À titre d'exemple, le groupe de rock Queen est intronisé au Songwriters Hall of Fame en 2003.
En juin 2022, la grande chanteuse et diva, Mariah Carey, est la dernière personnalité, en date, à faire son entrée dans ce panthéon.